# 20–20–20 club

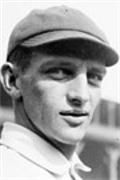
Frank Schulte jako pierwszy zdobył co najmniej 20 home runów, 20 double'ów i 20 triple'ów w jednym sezonie.

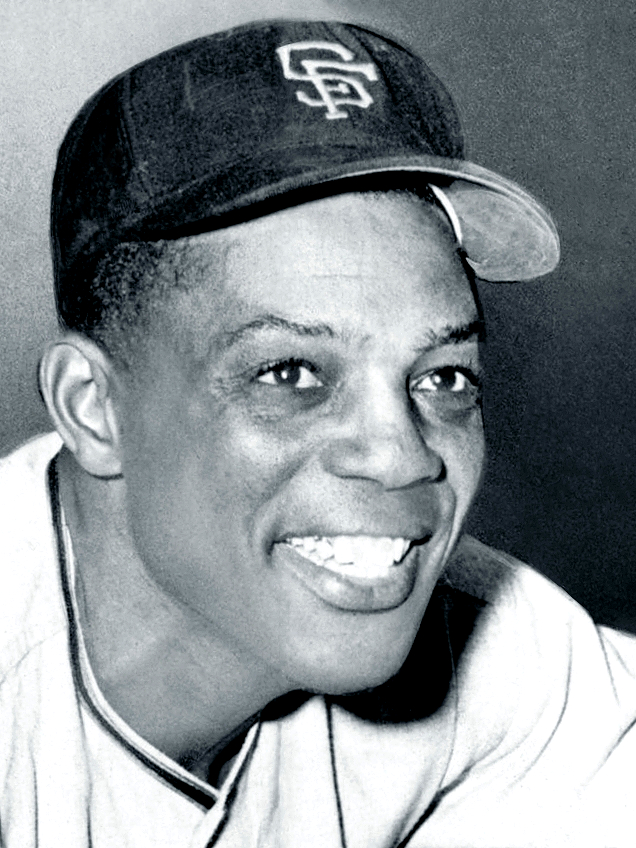
Willie Mays jest członkiem Klubu 20–20–20 i Klubu 30–30.

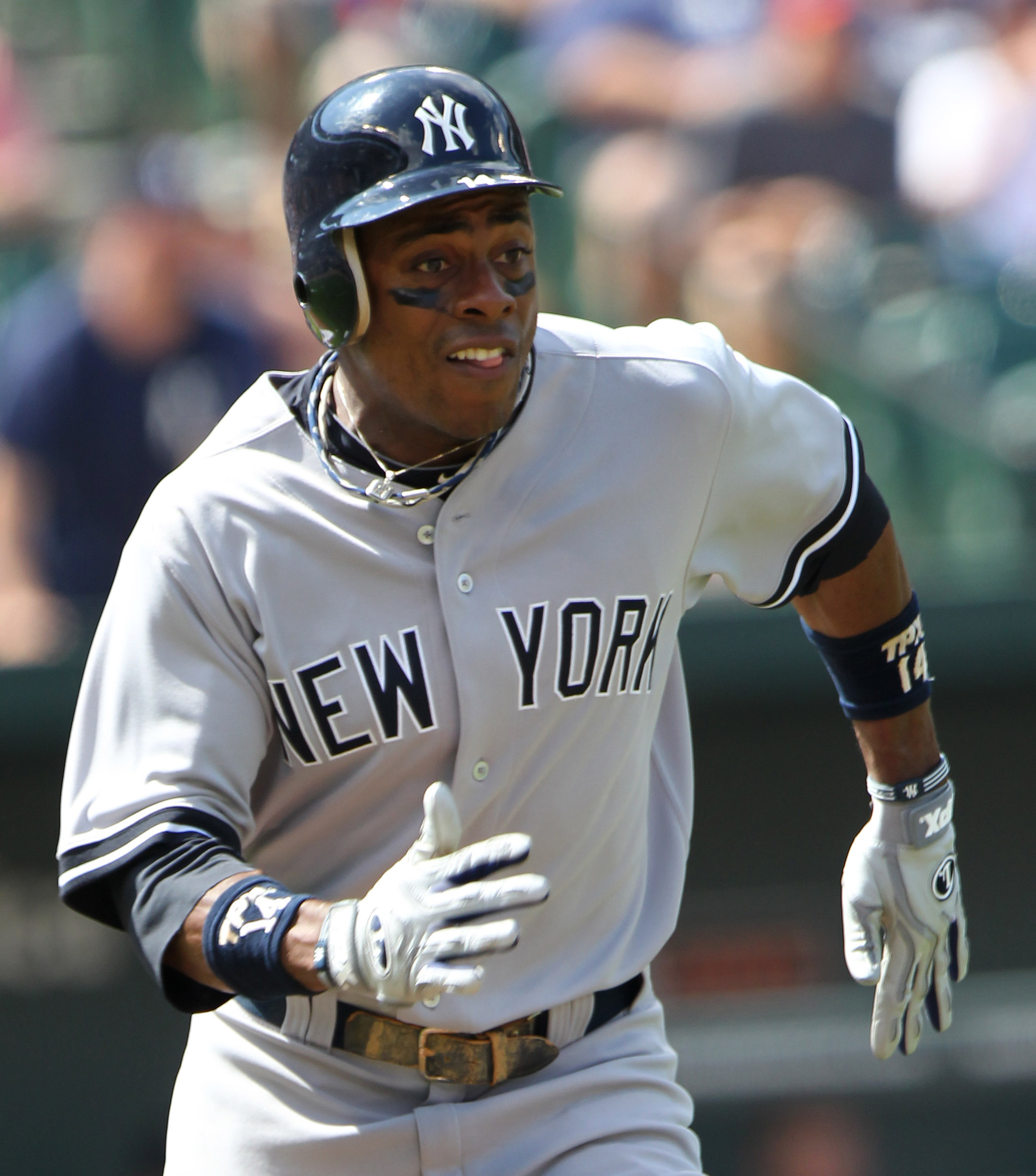
Cartis Granderson w 2007 roku został członkiem Klubu 20–20–20–20 zdobywając dodatkowo 41 skradzionych baz.

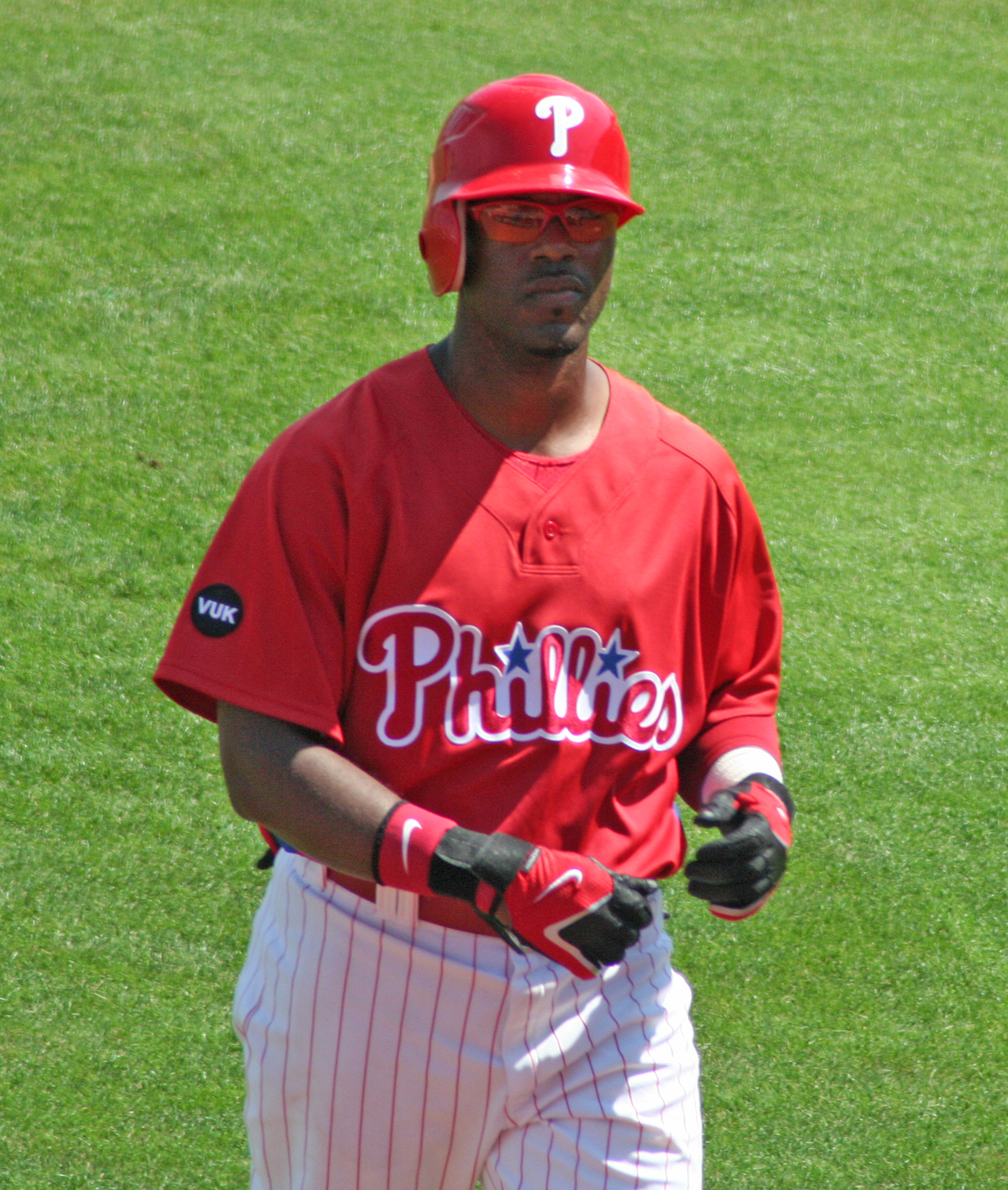
Jimmy Rollins w 2007 został członkiem Klubu 20–20–20–20 zdobywając dodatkowo 26 skradzionych baz.

20–20–20 – w Major League Baseball grupa baseballistów, którzy w jednym sezonie zdobyli co najmniej 20 double'ów, 20 triple'ów oraz 20 home runów. Pierwszym był Frank Schulte, który w sezonie 1911 zdobył 21 home runów, 30 double'ów oraz 21 triple'ów. W całej historii MLB próg ten osiągnęło siedmiu zawodników, ostatnio w 2007 roku byli to Curtis Granderson z Detroit Tigers oraz Jimmy Rollins z Philadelphia Phillies.

## Członkowie
| Rok  | Zawodnik            | Klub                  | 2B | 3B | HR | Źródło |
| ---- | ------------------- | --------------------- | -- | -- | -- | ------ |
| 1911 | Frank Schulte       | Chicago Cubs          | 30 | 21 | 21 | [ 2 ]  |
| 1928 | Jim Bottomley #     | St. Louis Cardinals   | 42 | 20 | 31 | [ 3 ]  |
| 1941 | Jeff Heath          | Cleveland Indians     | 32 | 20 | 24 | [ 4 ]  |
| 1957 | Willie Mays #       | New York Giants       | 26 | 20 | 35 | [ 5 ]  |
| 1979 | George Brett #      | Kansas City Royals    | 42 | 20 | 23 | [ 6 ]  |
| 2007 | Curtis Granderson * | Detroit Tigers        | 38 | 23 | 23 | [ 7 ]  |
| 2007 | Jimmy Rollins       | Philadelphia Phillies | 38 | 20 | 30 | [ 8 ]  |

### 20–20–20–20 club
Czwartą statystyką braną pod uwagę są skradzione bazy. W historii MLB czterech zawodników zdobyło co najmniej 20 double'ów, 20 triple'ów, 20 home runów oraz 20 skradzionych baz w jednym sezonie. 
stan na wrzesień 2012
| Rok  | Zawodnik            | Klub                  | 2B | 3B | HR | SB | źródło |
| ---- | ------------------- | --------------------- | -- | -- | -- | -- | ------ |
| 1911 | Frank Schulte       | Chicago Cubs          | 30 | 21 | 21 | 23 | [ 2 ]  |
| 1957 | Willie Mays #       | New York Giants       | 26 | 20 | 35 | 38 | [ 5 ]  |
| 2007 | Curtis Granderson * | Detroit Tigers        | 38 | 23 | 23 | 26 | [ 7 ]  |
| 2007 | Jimmy Rollins       | Philadelphia Phillies | 38 | 20 | 30 | 41 | [ 8 ]  |

### Legenda
| 2B | Liczba zdobytych doubles      |
| 3B | Liczba zdobytych triples      |
| HR | Liczba zdobytych home runów   |
| SB | Liczba skradzionych baz       |
| #  | Członek Baseball Hall of Fame |
| *  | Zawodnik aktywny              |